# Liparis prava
Liparis prava är en orkidéart som beskrevs av Oakes Ames. Liparis prava ingår i släktet gulyxnen, och familjen orkidéer. Inga underarter finns listade i Catalogue of Life.